# بربار
بـِربار نام روستایی از توابع بخش کوخرد هرنگ شهرستان بستک استان هرمزگان ایران است.

## جمعیت
جمعیت این روستا بر اساس آمار مردمی سال هزار و چهارصد ۳۱۲ نفر می باشد (۶۳ خانوار و دارای ۲ مسجد و یک باب مدرسه و ۱۲ باب آب‌انبار برکه است. بربار همچنین چشمه پر آبی دارد که در حدود ۵۰۰ اصله نخل را در منطقه ی [خورِ گِرد] آبیاری می‌کند.

## نام روستا
برخی نام این روستا را برگرفته از واژه‌ای قِبطی (مصری باستان) به معنای سازه استوار یا نیایشگاه دانسته‌اند که با توجه به دور بودن زمانی و مکانی مصریان باستان نسبت به این روستای ایرانی این توجیه نام درست نمی‌نماید. برای ریشهٔ یابی علمی نام این روستا بررسی زبانشناختی گویش‌های هرمزگان و لارستان می‌تواند راهگشا باشد.
این روستا در غرب روستای بار قرار دارد...

## محدوده بربار
محدوده روستای بربار از شمال رشته کوه ناخ، از جنوب روستای دیخور و پر سرخ(کوه سرخ)، از مغرب روستای بدمستان، و از سمت مشرق به منطقه پراحمد که جزئی از روستای بربار می باشد و تخت گرو منتهی می‌شود..

## فهرست منابع و مآخذ
- محمدیان، کوخردی، محمد ، “ «به یاد کوخرد» “، ج۱. چاپ اول، دبی: سال انتشار ۲۰۰۳ میلادی.
- نگاره‌ها از: محمد محمدیان.
- سلامی، بستکی، احمد.  (بستک در گذرگاه تاریخ)  ج۲ چاپ اول، ۱۳۷۲ خورشیدی.
- عباسی، قلی، مصطفی،  «بستک وجهانگیریه»، چاپ اول، تهران : ناشر: شرکت انتشارات جهان معاصر، سال ۱۳۷۲ خورشیدی.
- بالود، محمد.  (فرهنگ عامه در منطقه بستک)  ناشر همسایه، چاپ زیتون، انتشار سال ۱۳۸۴ خورشیدی.
- الکوخردی، محمد، بن یوسف، (کُوخِرد حَاضِرَة اِسلامِیةَ عَلی ضِفافِ نَهر مِهران Kookherd، an Islamic District on the bank of Mehran River) الطبعة الثالثة، دبی: سنة ۱۹۹۷ للمیلاد.
- بختیاری، سعید، ،  «اتواطلس ایران»  ، “ مؤسسه جغرافیایی وکارتگرافی گیتاشناسی، بهار ۱۳۸۴ خورشیدی.
- محمد، صدیق «تارخ فارس» صفحه‌های (۵۰ ـــ ۵۱ )، چاپ سال ۱۹۹۳ میلادی.
- اطلس گیتاشناسی استان‌های ایران [Atlas Gitashenasi Ostanhai Iran] (Gitashenasi Province Atlas of Iran)
- مهندس:، حاتم، محمد ، غریب“ «تَاریخْ عَرَب الّهْولَةـ دراسة تاریخیة وثائقیة» “، دولة الکویت، ج۱. چاپ سوم، القاهرة، مصر ، دارالأمین للطباعة والنشر والتوزیع، ۸ شارع أبوالمعالی، سال انتشار ۱۹۹۷ میلادی.
- محمدیان، کوخردی، محمد ،  (شهرستان بستک و بخش کوخرد) ، ج۱. چاپ اول، دبی: سال انتشار ۲۰۰۵ میلادی.